# Верховино (Тугулимський міський округ)
Верхо́вино (рос. Верховино) — село у складі Тугулимського міського округу Свердловської області.
Населення — 1027 осіб (2010, 1125 у 2002).
Національний склад станом на 2002 рік: росіяни — 94 %.